# Popovača
Popovača es un municipio de Croacia en el condado de Sisak-Moslavina.

## Geografía
Se encuentra a una altitud de 125 m s. n. m. a 66,4 km de la capital nacional, Zagreb.

## Demografía
En el censo 2011, el total de población del municipio fue de 11 952 habitantes, distribuidos en las siguientes localidades:
- Ciglenica - 134
- Donja Gračenica - 807
- Donja Jelenska - 77
- Donja Vlahinička - 557
- Gornja Gračenica - 956
- Gornja Jelenska - 753
- Moslavačka Slatina - 72
- Osekovo - 852
- Podbrđe - 181
- Popovača - 4 238
- Potok - 755
- Stružec - 676
- Voloder - 1 894